# Mèo Kellas
Mèo Kellas là một con mèo đen nhỏ được tìm thấy ở Scotland và là một mèo lai giữa loài mèo rừng Scotland (Felis silvestris grampia) và mèo nhà (Felis silvestris catus). Trong khi bị xem là một con vật hoang dã có hơi hướng huyền thoại, với một vài nhân chứng nhìn thấy các cá thể mèo giống này bị coi là trò lừa bịp, một cá thể mèo Kellas đã bị giết khi bị bắt trong một vụ bẫy vào năm 1984 bởi một người quản lý rừng cấm săn bắn tên là Ronnie Douglasvà được phát hiện đây là một giống mèo lai giữa mèo hoang dã và mèo nhà. Nó không phải là một giống mèo chính thức, mà là một vùng bản địa của giống mèo hoang dã. Mèo Kellas được đặt tên theo làng Kellas, Moray, nơi nó được tìm thấy lần đầu tiên. Nhà sử học Charles Thomas phỏng đoán rằng đá Pictish tại Golspie có thể đã minh họa và mô tả một con mèo Kellas. Đá Golspie, bây giờ được trưng bày tại Bảo tàng Lâu đài Dunrobin, cho thấy một sinh vật giống mèo đứng trên đầu của một con cá hồi có thể ám chỉ đến các đặc tính được gán cho một Kellas đánh bắt cá trong khi bơi sông.
Con mèo Kellas được mô tả dài từ hai mươi đến ba mươi sáu inch (61 đến 91 cm), với hai chân sau mạnh mẽ và dài và đuôi có thể dài khoảng 12 inch (30 cm); trọng lượng của nó có thể dao động từ 5 đến 15 pound (từ 2,3 đến 6,8 kg). Douglas đã đo con vật bị bẫy vào năm 1984 và ông tuyên bố nó kích thước 15 inch (38 cm) chiều cao tính từ bả vai và 43 inch (110 cm) là tổng chiều chiều dài. Mẫu vật được lưu giữ trong một bảo tàng ở Elgin. Bảo tàng Động vật học của Đại học Aberdeen cũng giữ một mẫu vật được tìm thấy trong năm 2002 tại khu vực Insch của Aberdeenshire.